# Полимерна глина
Полимерна глина представља производ на бази полимера поливинил хлорида, познатијег као ПВЦ, који се користи као маса за моделовање. Иако у свом називу садржи реч глина она заправо у себи не садржи нимало природне глине, већ се добија потпуно хемијским путем. 
У употреби се први пут нашла средином 20 века, а првобитно се користила за израду лутки. Након тога су људи почели да експериментишу и убрзо увидели да је врло лака за коришћење и да нуди много могућности па је данас њена употреба врло распрострањена. Доступна је у великом броју боја, углавно у паковањима од 50гр до 100гр.. Најчешће се користи у занатској изради накита, фигурица, привезака, подметача за чаше и слично.

## Састав
Полимерна глина садржи ПВЦ смолу, пластизол и пигменте.  Пластизол полимерне глине је такође класификован као пластигел због својих реолошких својстава. Због ове пластичности је његова најпогоднија употреба моделирање, а не лепљење. Пластигели задржавају облик чак и када се примени топлота, због чега се полимерна глина не топи и не капље када се очврсне у рерни.

## Начин употребе
Када се извади из паковања полимерна глина подсећа на пластелин. Прво је неопходно масу омекшати ваљањем у руци, а након тога се може почети са моделирањем. Полимерна глина је доступна у великом броју боја, али је такође могуће мешање боја како би се добиле нове нијансе и ефекти. Ова глина је доступна и у варијанти са шљокицама, транспарентној верзији, флуоресцентним бојама...
Препуручује се коришћење рукавица приликом обраде глине или детаљно прање руку након рада са истом. 
Када се заврши са обликовањем глине и добије жељени ефекат, да би глина очврснула, потребно је испећи је. Глина се најчешће пече на 130 степени око 30 минута. Ипак, како данас постоји велики број произвођача, саветује се да се приликом печења поштује упутство које произвођач дефинише на паковању. Може се десити да глина остане мекана ако се не испече довољно, или да промени боју или пукне ако се препече.  
Након што се испече, глина се касније може премазати лаком или додатно бојити. Препоручује се коришћење специјалних лакова који су намењени баш за полимерну глину. Иако се често може наићи на употребу лакова за нокте као премаз полимерне глине, то ипак није најбоље решење, јер ови лакови временом негативно утичу на глину. Омекшавају је чиме она буде склона оштећењу, промени облика или ломљену.

## Алати за рад са глином
С обзиром да се ова глина најчешће користи у занатској производњи, у зависности од тога шта је то што се прави помоћу ове глине зависи и врста алата која ће се користити. То су најчешће алати који се користе и у посластичарству приликом рада са фонданом (ножићи, оклагија, калупи, алати за моделовање и слично.)
Глина се најчешће развлачи оклагијом, али је у данашње време врло популарно коришћење машине за резанце и тестенину. Ова машина олакшава развлачење глине на одговарајућу дебљину, а такође олакшава и мешање боја.

## Најпознатији произвођачи
Иако данас на тржишту постоји велики број произвођача полимерне глине, неки од најпознатијих су:
- Staedtler Mars G,bH & Co. KG
- Polyform Products Company
- Van Aken International
- American Art Clay Co., Inc.
- Viva Décor
- The Clay & Paint Factory

## Безбедност
О безбедности полимерне глине се данас много говори. Иако спада у групу нетоксичних материјала, полимерна глина није јестива, а такође се не препоручује да се од ње праве предмети који ће бити у додиру са храном (нпр. тањири, чаше, есцајг...). Због пластификатора који остају у испеченом производу који могу исцурити, полимерна глина представљати потенцијалну опасност за здравље уколико дође у додир са храном. Из истих разлога, сви алати који се користе у раду (као што су мађина за резанце, оклација, ножићи и слично), се никако касније не могу користити поново у кухињи за припрему хране.
Ако се поштују упутства на паковању (тј. ниске температуре и кратка времена печења) глина се неће спалити. Ако глина гори због грешке или ако рерна у којој се пече не ради исправно, може се ослободити мала количина гасовог хлорид плина, што може проузроковати мирис или неку иритацију ока или носа. У овим случајевима је јако битно добро проветрити рерну након печења глине. 